# 사자자리
사자자리(라틴어: Leo 레오[*])는 황도 12궁에 속하는 별자리이다. 서쪽의 게자리와 동쪽의 처녀자리 사이에 놓여 있다. 봄철 초저녁 하늘에서 찾아볼 수 있는 별자리이다.
동아시아의 별자리에서는 사자자리의 머리 부분은 성수(星宿)의 '헌원' 별자리의 머리쪽에 해당되며, 사자의 뒷다리와 꼬리 부분은 태미원의 동쪽 담장에 해당된다.

## 특징
사자 모양이면서, 일반적으로 낫 모양의 별이 사자의 머리 뒤쪽에 있는 것처럼 표현되며, 낫에는 사자자리 엡실론, 사자자리 뮤, 사자자리 제타, 사자자리 감마, 사자자리 에타, 사자자리 알파 등 6개의 별이 표시되어 있다. 사자 꼬리는 "사자자리 베타" (Denebola)로 표시되고 나머지 몸은 "사자자리 델타"와 "사자자리 세타"로 표시 된다.

## 별과 천체

### 사자자리의 항성
사자자리는 봄철에 관측할 수 있는 밝은 별자리 중 하나이다. 특히, 레굴루스는 데네볼라, 알기에바, 조스마와 흔히 사다리꼴로 불리는 사자자리를 식별하기에 가장 간단한 성군을 이룬다.
· 레굴루스(Regulus, α Leo; 사자자리 알파); 레굴루스는 겉보기 등급 +1.40으로 사자자리에서 가장 밝은 별이자, 밤하늘에서도 통상적으로 21번째로 밝은 별이다. 레굴루스 A와 레굴루스 B, 레굴루스 C로 이루어진 사중성계로 B와 C는 육안으로 관측할 수 없다(겉보기 등급은 각각 +8.13, +13.50). 이 중 A는 주성인 Aa와 백색왜성인 Ab로 이루어져 있다. 더불어 갈색왜성 SDSS J100711.74+193056.2는 레굴루스 B와 유사한 고유운동 및 금속 함량이 비슷하며 이는 이 성계의 일원일 가능성이 있음을 시사한다. 레굴루스 A는 스펙트럼형 B8IVn의 B형 준거성이자 청색낙오성이며 약 23 pc 떨어져 있다.
· 데네볼라(Denebola, β Leo; 사자자리 베타): 데네볼라는 겉도기 등급 +2.13으로 사자자리에서 세 번째로 밝은 별이다. 방패자리 델타형 변광성(Delta Scuti Variable)이지만 유의미한 밝기 변화는 발생되지 않는다. 데네볼라는 스피카(Spica, α Vir), 아르크투루스(Arcturus, α Boo)와 함께 봄의 대삼각형을 이루며 셋에 더해 코르 카롤리(Cor Caroli, α2 CVn)과 봄의 다이아몬드 성군을 이룬다. 스펙트럼형 A3Va의 A형 주계열성이며 약 11 pc 떨어져 있다.
· 알기에바(Algieba, γ1 Leo; 사자자리 감마1): 사자자리 감마는 알기에바와 사자자리 감마2로 이루어진 쌍성계로 망원경으로 충분히 분해해 볼 수 있다. 둘의 밝기가 합쳐져 +2.08의 겉보기 등급으로 보이며 사자자리에서 두 번째로 밝은 별이다. 알기에바의 스펙트럼형은 KOIII의 적색거성이고 감마2성은 G7III이다. 둘 모두 적색거성인 동시에 적색덩어리거성(Red clump)에 해당한다. 이들을 공전하는 행성인 사자자리 감마 b와 사자자리 감마 c가 발견되었다. 이 중 b는 궤도 긴반지름이 1.19 AU이며 질량은 최소 목성의 10.7배로 추정된다.이 성계는 약 40 pc 떨어져 있다.
· 조스마(Zosma, δ Leo; 사자자리 델타): 겉보기 등급 +2.56의 별로 큰곰자리 운동성단에 속하는 것으로 추정되는 항성이다. 스펙트럼형 A5IV의 A형 준거성이며 약 18 pc 떨어져 있다.
· 사자자리 엡실론(ε Leo): 사자자리 엡실론은 세페이드 변광성으로 의심되는 변광성 유형을 가지고 있지만 확실하지 않은 별로 겉보기 등급은 +2.98이다. 스펙트럼형 G1III의 황색거성이며 약 76 pc 떨어져 있다.
· 아드하페라(Adhafera, ζ Leo; 사자자리 제타): 겉보기 등급 +3.41의 별로 광학적 이중성인 사자자리 35가 있다. 스펙트럼형 F0III의 F형 거성이며 약 84 pc 떨어져 있다.
· 사자자리 에타(η Leo): 겉보기 등급 +3.486의 다소 어두운 별로 스펙트럼형 A0Ib의 청색초거성인 동시에 청색고리(Blue loop)에 해당한다. 약 390 pc 떨어진 별이다.
· 체르탄(Chertan, θ Leo; 사자자리 세타): 겉보기 등급 +3.324의 다소 어두운 별로 스펙트럼형 A2IV의 A형 준거성이다. 적외선 관측 결과 36 AU의 크기에 이르는 별 주위 원반이 있으며 사자자리 세타는 약 50 pc 떨어져 있다.
· 라살라스(Rasalas, μ Leo; 사자자리 뮤): 겉보기 등급 +3.88의 별로 스펙트럼형 K2IIIb의 적색거성인 동시에 적색덩어리거성이다. 사이아노젠(CN)과 칼슘(Ca) 흡수선이 잘 드러난다. 외계행성 사자자리 뮤 b가 발견되었으며 질량은 목성의 약 12.6배이다. 약 38 pc 떨어져 있다.
· 샤오민(Shaomin, ρ Leo; 사자자리 로): 사자자리 로는 겉보기 등급 최소 +3.878, 최대 +3.84까지 변화하는 백조자리 알파형 변광성(Alpha Cygni Variable)에 해당한다. 대략 900 pc 떨어진 이 별은 절대 등급 약 -6.19에 이르는 매우 밝은 스펙트럼형 B1Iab의 청색초거성이다. 타 항성 대비 고유운동 속도가 많이 빠른 폭주성(Runaway star)에 해당한다.
· 볼프 359(Wolf 359, CN Leo): 볼프 359는 6번째로 가까운 항성계로 약 2.40 pc 떨어져 있고 매우 어두운(V=+13.54) 적색왜성이다. 이 별은 고래자리 UV형 변광성(UV Ceti Variable)이자 섬광성(Flare star)으로 분류되며 스펙트럼에서는 CrH, CO, TiO, FeH 등의 물질들이 관찰되며 리튬(Li)이 보이지 않는 것으로 보아 이 별이 1억 년 이상 된 별이라는 것을 유추해 볼 수 있다. 갈수록 멀어지고 있으며 대략 13000년 전, 2.25 pc 까지 근접했었다고 추정된다.
이외의 항성에 대한 설명 및 목록으로는 사자자리의 항성 목록 문서를 참고하여라.

### 어두운 천체들
사자자리에는 5개의 메시에 천체가 있으며 다수의 은하군이 분포해 있어서 다양한 은하들을 볼 수 있다.
- 은하

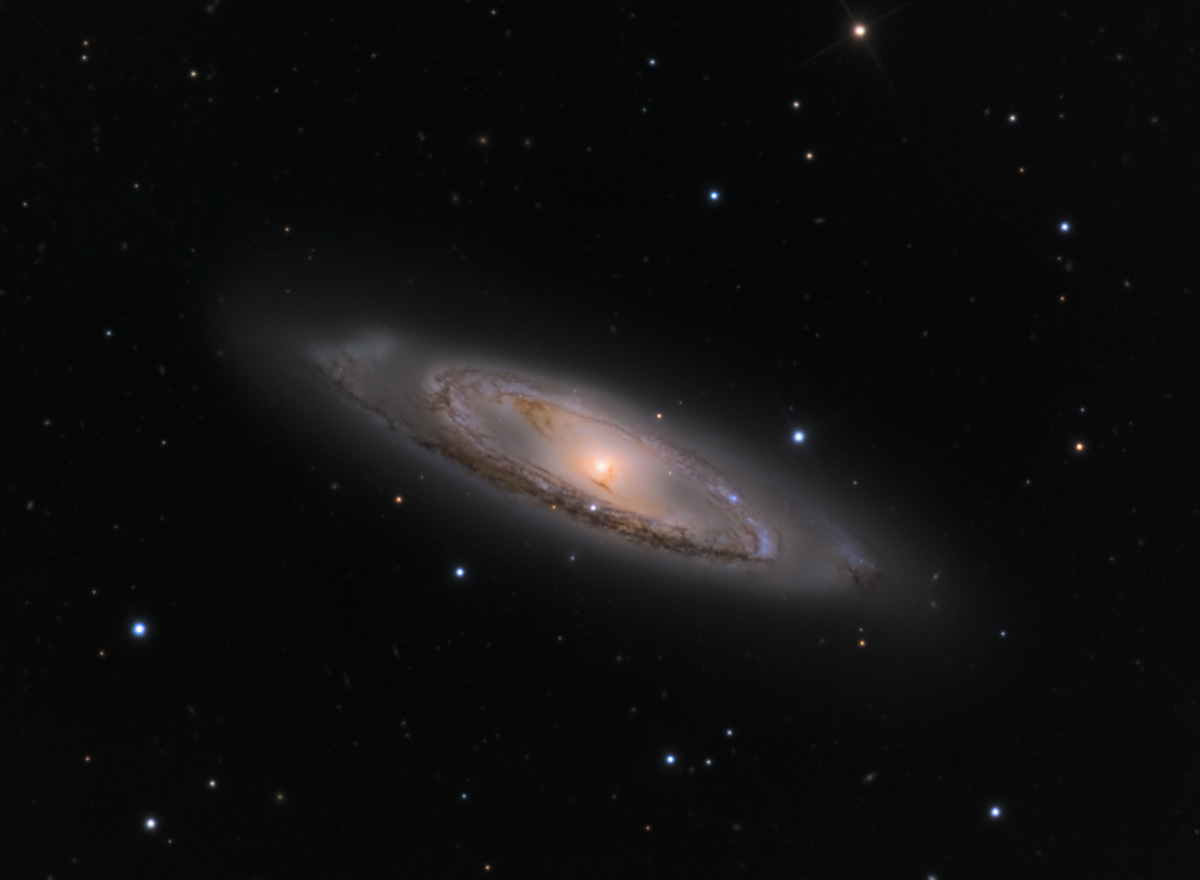
M65
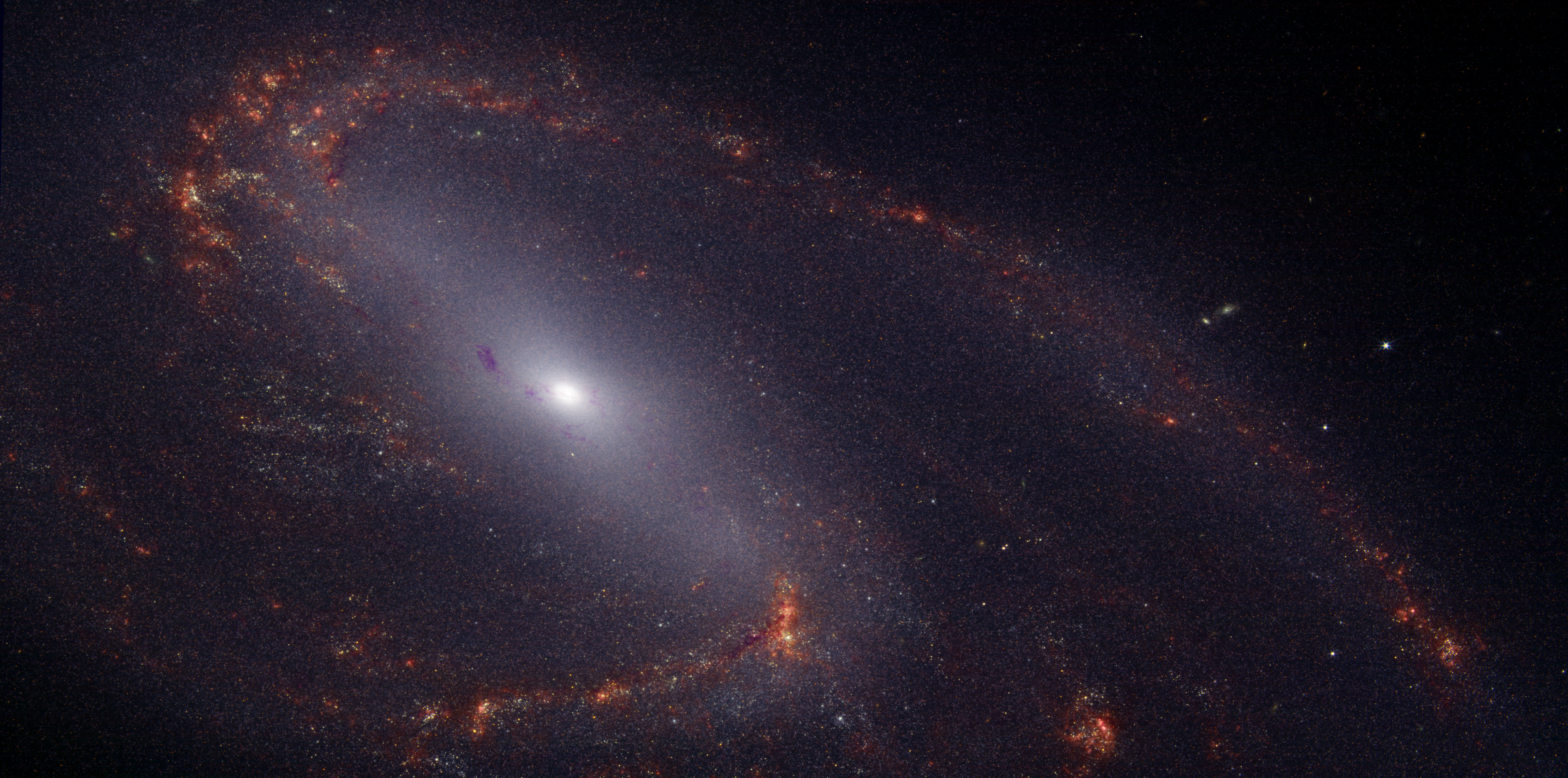
M66
M95
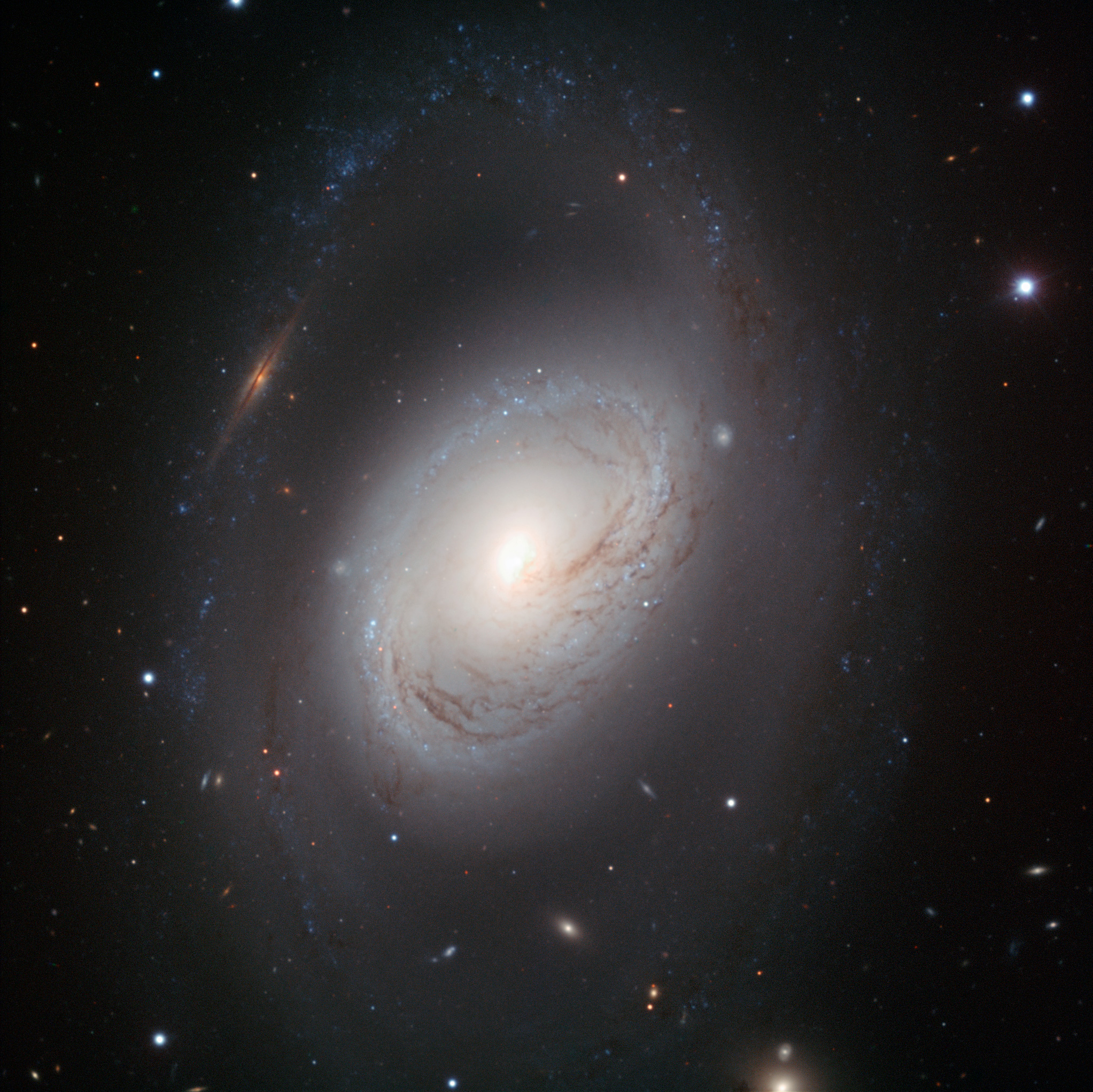
M96
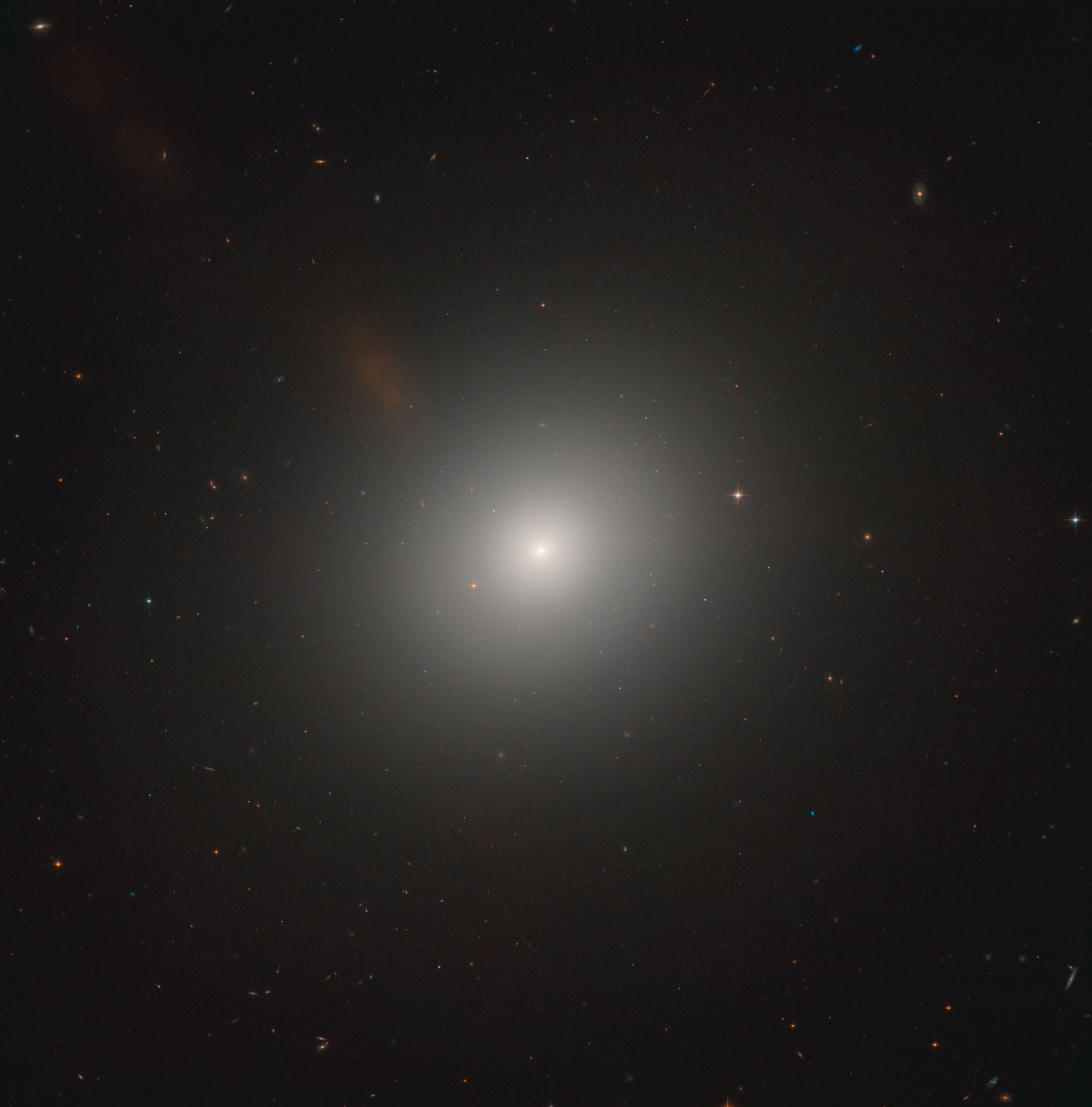
M105

· 메시에 65(M65, NGC 3623): 메시에 65는 사자자리 세 쌍둥이 은하에 속하는 은하 중 하나로 SAB(rs)a의 형태를 지니고 있다. 이 은하는 가스와 먼지의 수가 다소 적고 얼핏 보면 은하가 조금 휜 것처럼 보이기도 한다. 이는 과거에 은하 사이의 상호작용이 있었다는 사살을 시사한다. 겉보기 등급 +9.30이며 약 34.76 Kpc의 크기를 가지고 있고, 약 12.77 Mpc 떨어진 것으로 추정된다. 적색편이 {\displaystyle z=0.002692\pm 0.00001}이다.
· 메시에 66(M66, NGC 3627): 메시에 65와 마찬가지로 세 쌍둥이 은하에 속한다. SAB(s)b의 중간나선은하이며 미약한 막대나선은하의 특징과 느슨한 나선팔이 보인다. 겉보기 등급 +8.90이며 크기는 약 26.12 Kpc이고 약 9.6 Mpc 떨어져 있다. 적색편이 {\displaystyle z=0.002425\pm 0.0001}이다.
· 메시에 95(M95, NGC 3351): SB(r)b의 막대나선은하인 이 은하는 2012년에 II형 초신성이 관측된 바 있다. 고리 모양의 별 형성 지역이 핵을 싸고 있으며 나선형 구조 또한 엿볼 수 있다. M96 은하군에 속해 있다. 겉보기 등급 +9.70, 크기 약 24.58 Kpc, 10 Mpc 떨어져 있다. 적색편이 {\displaystyle z=0.002602\pm 0.00001}이다.
· 메시에 96(M96, NGC 3368): SAB(rs)ab의 중간나선은하로 매우 비대칭적인 형태를 띤다. 먼지와 가스는 약한 나선팔 전체에 고르게 퍼져 있으며 타 은하의 영향을 받은 것으로 추정된다. 1998년 Ia형 초신성이 관측된 적이 있으며 겉보기 등급은 +9.20이다. 약 9.6 Mpc 떨어져 있으며 크기는 우리은하와 유사한 23.93 Kpc이며 적색편이 {\displaystyle z=0.002962\pm 0.000002}이다.
· 메시에 105(M105, NGC 3379): 형태가 E1인 전형적인 타원은하로 사자자리 I 은하군에 속한다. 중심부에 초대질량 블랙홀이 있으며 은하 전체에 팔이나 전리수소영역 등의 별 형성 지역은 일체 관측되지 않는다. 반지름 200 Kpc에 달하는 거대한 중성수소 구름에 동반 은하인 NGC 3344와 둘러싸여 있다. 겉보기 등급은 +9.30, 크기는 20.57 Kpc, 거리는 약 11.22 Mpc이다. 적색편이 {\displaystyle z=0.003026\pm 0.00000734}다.

### 유성우
매년 11월 17일경, 사자자리에서 출발하는 사자자리 유성우가 있다.

## 역사

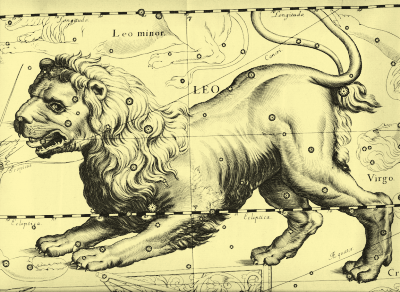
헤벨리우스 성도의 사자. 천구 바깥에서 본 모습으로, 현대 별자리와 좌우가 반대이다.

페르시아, 시리아, 이스라엘, 인도, 바빌로니아 모두 이 별자리를 사자를 의미하는 명칭으로 불렀다. 사자자리는 현대 88개 별자리 중 가장 오래된 별자리에 속한다.
기호의 모양은 사자의 갈기를 표현한 것이다.

## 신화
헤라클레스는 신이 되기 위한 12업을 수행 해야 했다. 그 중 하나가 네메아 골짜기에 사는 식인 사자를 무찌르는 것이었는데, 그 사자의 가죽은 너무나 단단하여 창이나 칼로는 뚫을 수 없었다. 한 달간의 기나긴 혈투 끝에 헤라클레스는 지친 사자의 목을 졸라 숨통을 끊는데 성공한다.
승리한 헤라클레스는 사자가죽을 걸치고 다녔으며, 헤라클레스의 아버지인 제우스는 아들이 승리를 치하하고 그의 영웅적 면모가 영원히 기억되길 바라는 마음에 네메아의 사자를 하늘의 별자리로 만든다.

### 점성술
서양의 점성술에서의 사자자리는 7월 23일 ~ 8월 22일에 해당된다.
인도의 점성술에서는 8월 10일 ~ 9월 15일에 해당된다.

## 같이 보기
- 작은사자자리
- 사자자리 유성우
- 사자자리 DP b